# Hòa nhạc Na Uy

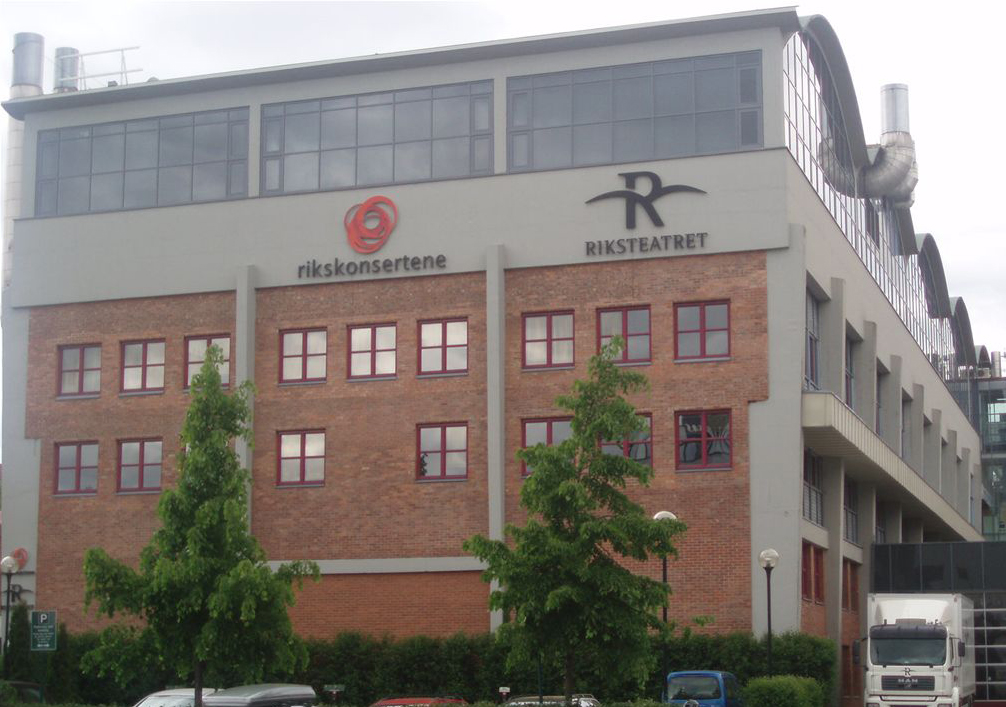
Hòa nhạc Na Uy và Tòa nhà Riksteatret, Oslo

Hòa nhạc Na Uy (tiếng Na Uy: Rikskonsertene) được thành lập năm 1967 theo sáng kiến của Hội đồng nghệ thuật Na Uy (tiếng Na Uy: Norsk kulturråd), với mục đích chính được mô tả như sau: "Liên kết Na Uy là làm cho âm nhạc sống có chất lượng nghệ thuật cao có thể tiếp cận được với tất cả mọi người trong nước."  Tổ chức này đã có buổi hòa nhạc khai mạc tại trường Hammerfest vào ngày 4 tháng 1 năm 1968, với các nghệ sĩ Liv Glaser, Eva Knardahl, Kjell Bækkelund, Robert Levin, Arve Tellefsen và Aase Nordmo Løvberg.
Hòa nhạc Na Uy hiện thuộc Bộ Văn hóa và Giáo hội Na Uy, và tiếp tục có trách nhiệm chính là cung cấp nhiều loại nhạc và văn hóa cho cả nước, nhưng dưới nhiều hình thức hơn ban đầu. Tính đến  năm 2005   hàng năm, nó thu hút hơn 800 nghệ sĩ tham gia hơn 9000 buổi hòa nhạc tại tất cả 433 thành phố của đất nước, diễn ra tại các trường học, nhà trẻ và nơi làm việc. Trong những năm gần đây, nó đã làm việc để thúc đẩy các nhạc sĩ trẻ, mới trong các phong cách jazz, dân gian và cổ điển.
Vào tháng 5 năm 2012, bộ phận hòa nhạc công cộng của Na Uy đã bị giải thể, sau quyết định năm 2011 của Bộ Văn hóa. Liên hoan âm nhạc thế giới Oslo, liên quan đến Na Uy thành lập năm 1994, đã trở thành một nền tảng riêng biệt cùng một lúc.
Giám đốc Hòa nhạc Na Uy làm việc với nhiệm kỳ sáu năm; Einar Solbu đã phục vụ hai nhiệm kỳ với tư cách là giám đốc, đã thành công vào năm 2006 bởi Åse Kleoween. Vào ngày 16 tháng 4 năm 2012, Turid Birkeland, giống như Kleoween, cựu Bộ trưởng Bộ Văn hóa, đã trở thành Giám đốc mới nhất. Có khoảng 60 nhân viên. Leif Holst Jensen là chủ tịch hội đồng quản trị.